# Portrait de Guillaume Apollinaire (Vlaminck)
Pour les articles homonymes, voir Portrait de Guillaume Apollinaire.
Portrait de Guillaume Apollinaire est un tableau peint par Maurice de Vlaminck vers 1904-1905, soit peu après leur rencontre en présence d'André Derain sur les bords de la Seine entre Chatou et Le Vésinet en octobre 1904. Cette huile sur toile est conservée au musée d'Art du comté de Los Angeles, à Los Angeles.